# Đorđe Vujadinović
Đorđe Vujadinović (cyrillique : Ђорђе Вујадиновић) (né le 25 novembre 1909 à Smederevo à l'époque dans le royaume de Serbie, et mort le 5 octobre 1990 à Belgrade en Yougoslavie) était un joueur, et entraîneur de football serbe.

## Biographie
Surnommé Đokica, il est né à Kolari, une bourgade de Smederevo, mais part très tôt vivre à Belgrade chez son oncle. Tandis qu'il joue au football avec deux de ses amis non loin du parc de Kalemegdan, il est repéré par un recruteur du meilleur club serbe de l'époque, le BSK Belgrade.
Il y rejoint l'équipe jeune en 1923, où éclate une formidable générations de footballeurs tels que Tirnanić, Valjarević, Krčevinac ou encore Zloković. Ils forment plus tard l'attaque du club qui gagne plusieurs championnats dans les années 1930.
La fin des années 1920 voit le football devenir de plus en plus populaire dans le royaume de Yougoslavie et l'on voit apparaître à cette période le début du professionnalisme. Mais Vujadinović ne veut au départ pas jouer pour de l'argent, mais juste pour le plaisir.
Jusqu'à 1949, il joue environ 400 matchs avec le club, et remporte 5 championnats tout en finissant deux fois meilleur buteur du club. Il est d'ailleurs le seul joueur du BSK à remporter les 5 titres du club.

## Équipe nationale
Avant la Seconde Guerre mondiale, l'équipe yougoslave joue rarement sans Vujadinović. Il évolue dans l'équipe nationale entre 1929 et 1940, et joue 44 matchs. Il inscrit en tout 18 buts en bleu et est l'un des meilleurs joueurs de la Yougoslavie à la coupe du monde 1930 en Uruguay où son pays finit quatrième du tournoi.

## Carrière d'entraîneur
À la fin de la guerre, se jugeant trop vieux pour poursuivre sa carrière, il entame une carrière d'entraîneur, en commençant tout d'abord par s'occuper des équipes de jeunes du FK Partizan Belgrade, puis plus tard de son club de toujours, le BSK Belgrade devenu OFK. Il entraîne plus tard l'équipe senior de l'OFK en 1960-61.
Il entraîne par la suite l'équipe des moins de 21 ans de la Yougoslavie.

## Palmarès

### Club
- BSK Belgrade
  - 5 fois champion de Yougoslavie : 1930-31, 1932-1933, 1934-35, 1935-36 et 1938-39
  - 2 fois meilleur buteur championnat de Yougoslavie : 1929 (10 buts en 8 matchs) et en 1930-31 (12 buts en 10 matchs)

### Équipe nationale
- Yougoslavie
  - Demi-finaliste de la coupe du monde de football 1930